# Andriskos

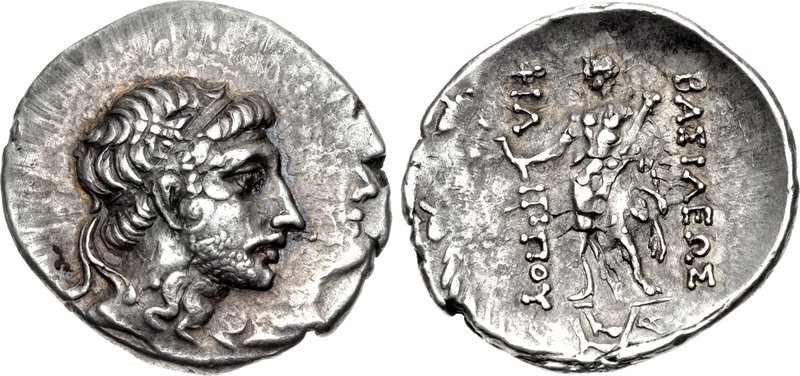
Moneta Andriskosa. Grecka inskrypcja BAΣIΛEΩΣ ΦIΛIΠΠOY (Król Filip).

Andriskos – dowódca powstania antyrzymskiego w Macedonii w latach 149–148 p.n.e., który podawał się za Filipa (Filip VI), syna króla Macedonii – Perseusza. Określa się go też mianem Pseudo-Filipa.

## Życiorys
Andriskos był podobny do Filipa, syna króla Macedonii Perseusza. Pochodził z nizin społecznych. Twierdził, że był synem króla Macedonii Perseusza i jego nałożnicy. Został oddany na wychowanie pewnemu Kreteńczykowi. Do dwunastego roku życia mieszkał w Adramyttonie w Myzji. W chwili śmierci jego opiekun przekazał swojej żonie pismo króla Perseusza i polecił je ujawnić, gdy podopieczny stanie się pełnoletni. Po osiągnięciu dojrzałości Andriskos miał dowiedzieć się o swoim pochodzeniu. Wyjechał do króla Syrii Demetriusza, który jednak odesłał go do Rzymu. Andriskos zdołał zbiec i bezskutecznie próbował w 150 p.n.e. opanować Tesalię. W 149 p.n.e. wywołał powstanie w Macedonii. Zdobył poparcie w Tracji i wśród warstw niższych w Macedonii. Udało mu się pokonać legion rzymski dowodzony przez pretora Publiusza Juwencjusza. Został pokonany w 148 p.n.e. przez pretora Kwintusa Cecyliusza Metellusa Macedońskiego w bitwie pod Pydną. Andriskos uciekł do władcy Tracji, który wydał go Rzymianom. Kwintus Cecyliusz Metellus odbył w Rzymie triumf. Po stłumieniu powstania Andriskosa Macedonia formalnie stała się rzymską prowincją.